# Hadik András (művészettörténész)
Hadik András (Szombathely, 1953. október 21. –) magyar művészettörténész.

## Élete
Tanulmányait 1974-től 1980-ig az Eötvös Loránd Tudományegyetem Bölcsészettudományi Kar történelem–művészettörténet szakán végezte. Diplomamunkája a századforduló lengyel építészetéről és iparművészetéről szól. 1981-ben került az Országos Műemlékvédelmi Felügyelőséghez és az Országos Műemlékvédelmi Hivatal Magyar Építészeti Múzeumához, ahol azóta is dolgozik. Kutatási területe a századforduló, a két világháború közötti időszak, valamint az 1945 utáni művészet és építészet.
TAgja a DOCOMOMO (Documentation and Conservation of Modern Movement Building and Sites) Magyar Nemzeti Bizottságának, 1991-től 1998-ig szintén tagja volt az ICAM (International Confederation of Architectural Museums) vezetőségének.
Az 1980-as évek második felétől hazai és külföldi építészettörténeti kiállításokat egyaránt rendezett, pl. 1988: Lechner Ödön, London; 1991: Bécs, Pozsony; 1992: Prága; 1996: Rimanóczy Gyula, Pozsony.
A Panoráma: Architecture and Applied Arts in Hungary 1896–1916 című Japánban bemutatott kiállításnak egyik társszerzője, valamint a Pavilon című sajtótermék alapítója és szerkesztője.

## Főbb művei
- Witzkiewicz és a zakopanei stílus, Tiszatáj, 1981/6.
- Kós Károly. Kiállítás a művész születésének 100. évfordulójára; katalógus Hadik András; O.M.F. Magyar Építészeti Múzeuma, Bp., 1983
- Foerk Ernő építész emlékkiállítása. O.M.F. Magyar Építészeti Múzeuma, 1984. június 29–1984. október 10.; katalógus Pusztai László, Hadik András; OMF, Bp., 1984
- Szeged, Fogadalmi templom; Tájak, Korok, Múzeumok, Bp., 1985 (Tájak, korok, múzeumok kiskönyvtára)
- Lechner Ödön építőművész pályája, in: Lechner Ödön kat., 1985
- Ödön Lechner, 1845-1914; katalógusszerk. Pusztai László, Hadik András; Hungarian Museum of Architecture, Bp., 1988
- Szeged, Városháza; TKM Egyesület, Bp., 1988 (Tájak, korok, múzeumok kiskönyvtára)
- Thomas Antal építész emlékkiállítása. Az OMF Magyar Építészeti Múzeumának kiállítása; katalógusszerk. Hadik András, Ritoók Pál; OMF, Bp., 1988
- Mór, műemlékek; TKM Egyesület, Bp., 1989 (Tájak, korok, múzeumok kiskönyvtára)
- Egy magyar messiásról – avagy szabad asszociációk Makovecz építészetének társadalmi és történelmi összefüggéseiről, in: Makovecz Imre kiállítása, 1990
- Kismarty-Lechner Loránd (1883-1963), Kismarty-Lechner Jenő (1878-1962). Az OMF Magyar Építészeti Múzeumának és a BTM Kiscelli Múzeumának kiállítása. Budapest, 1990-1991; katalógusszerk. Hadik András, Pusztai László, Ritoók Pál; OMF, Bp., 1990 (Az Országos Műemléki Felügyelőség Magyar Építészeti Múzeumának kiadványai)
- A Parisiana újjáépítése (kat. bev., Budapest, 1991)
- Ödön Lechner, 1845-1914. Austellung des Ungarischen Architekturmuseums des Staatlichen Kunstdenktmalamtes und der Hochschule für Angewandte Kunst in Wien. Wien, Helligenkrefzerhof, 9-13. Januar 1991; szerk. Jékely Zsolt, Pusztai László, Hadik András; s.n., s.l., 1991
- Az Aranykor és ami utána következik… Maróti Géza életműve és visszaemlékezései, Új Művészet, 1992/9.
- A népi irányzatról, a falu építészetéről, Építészet és tervezés Magyarországon 1945–1956, Budapest, 1992
- Pozsonyi vonatkozások a századforduló budapesti építészeti sajtójában, Pavilon, 1993
- Foerk Ernőről és a Magyar Építészeti Múzeumban levő dokumentumanyagáról, Lapis Angularis II., Budapest, 1998
- Bende Lívia–Hadik András: Szeged, Fogadalmi templom és Demeter-torony; bőv., átdolg. kiad.; TKM Egyesület, Bp., 1999 (Tájak, korok, múzeumok kiskönyvtára)
- Baumhorn Lipót építész/architect, 1860-1932; szerk. Hadik András, Szegő György; Architart, Bp., 1999
- Művészek és műtermek. Tanulmánykötet és katalógus a Budapest, a művészek városa című kiállításhoz. Ernst Múzeum, Budapest, 2002. október 20–december 4.; kiállításrend., katalógusszerk. Hadik András és Radványi Orsolya; Ernst Múzeum, Bp., 2002
- Az elpattant láncszem... Emlékkönyv a száz éve született Vákár Tibor építészmérnök-festőművész tiszteletére; szerk. Hadik András, Vákár Tibor; Martin Opitz, Bp., 2008
- (Gyár)kép csarnok címmel 2008. február 15–március 30. között az Örökség Galériában rendezett kiállítás alkalmából. Rudolf Schönwald rajzai Belgiumtól Magyarországig; szerk. Hadik András, Horváth Edina; KÖH, Bp., 2008